# Intelligent kontrakt
En intelligent kontrakt (engelsk: smart contract) er et computerprogram eller en transaktionsprotokol, der er beregnet til automatisk at udføre, kontrollere eller dokumentere juridisk relevante hændelser og handlinger i henhold til vilkårene i en kontrakt eller en aftale. Målene for intelligente kontrakter er at reducere behovet for betroede mellemmænd og omkostninger til voldgifter og håndhændelse, svindeltab samt reduktion af ondsindede og utilsigtede undtagelser.
Møntautomater nævnes som det ældste stykke teknologi svarende til implementering af intelligente kontrakter. Hvidbogen om kryptovalutaen Ethereum (2014) beskriver Bitcoin-protokollen som en svag version af det intelligente kontraktbegreb som defineret af datalogen, advokaten og kryptografen Nick Szabo. Siden Bitcoin er forskellige kryptovalutaer begyndt at understøtte programmeringssprog, som giver mulighed for mere avancerede intelligente kontrakter mellem ikkebetroede parter. Intelligente kontrakter bør skelnes fra intelligente juridiske kontrakter. Sidstnævnte henviser til en traditionel juridisk bindende aftale skrevet i naturligt sprog, som har visse vilkår udtrykt og implementeret i maskinlæsbar kode.

## Etymologi
Intelligente kontrakter blev først foreslået i begyndelsen af 1990'erne af Nick Szabo, som opfandt begrebet ved at bruge det til at henvise til "et sæt løfter, specificeret i digital form, inklusive protokoller, inden for hvilke parterne opfylder disse løfter". I 1998 blev udtrykket brugt til at beskrive objekter i rettighedsstyringstjenestelaget i systemet The Stanford Infobus, som var en del af Stanford Digital Library Project.